# キャナン・スミス＝インジグバ
キャナン・イライジャ・スミス＝インジグバ（Canaan Elijah Smith-Njigba, 1999年4月30日 - ）は、 アメリカ合衆国テキサス州ダラス出身のプロ野球選手（外野手）。右投左打。現在はフリーエージェント。
弟はNFL選手（ワイドレシーバー）のジャクソン・スミス＝インジグバ。

## 経歴

### プロ入りとヤンキース傘下時代
2017年のMLBドラフト4巡目（全体122位）でニューヨーク・ヤンキースから指名され、プロ入り。契約後、傘下のルーキー級ガルフ・コーストリーグ・ヤンキースでプロデビュー。57試合に出場して打率.287、5本塁打、28打点、5盗塁を記録した。
2018年はA-級スタテンアイランド・ヤンキースでプレーし、45試合に出場して打率.191、3本塁打、16打点を記録した。
2019年はA級チャールストン・リバードッグスでプレーし、124試合に出場して打率.307、11本塁打、74打点、16盗塁を記録した。
2020年はCOVID-19の影響でマイナーリーグの試合が開催されなかったため、公式戦の出場は無かった。

### パイレーツ時代
2021年1月24日にジェイムソン・タイヨンとのトレードで、ロアンシー・コントレラス、ミゲル・ヤフーレ、マイコル・エスコットと共にピッツバーグ・パイレーツへ移籍した。シーズンでは傘下のAA級アルトゥーナ・カーブとAAA級インディアナポリス・インディアンスでプレーし、2チーム合計で73試合に出場して打率.258、6本塁打、42打点、13盗塁を記録した。オフにはアリゾナ・フォールリーグに参加し、ピオリア・ハベリーナズに所属した。11月19日にはルール・ファイブ・ドラフトでの流出を防ぐために40人枠入りした。
2022年は開幕をAAA級インディアナポリス・インディアンスで迎えた。6月13日にメジャー初昇格を果たすと、14日のセントルイス・カージナルス戦にて9回表に代打で登場してこの打席でメジャー初安打となる二塁打を放った。だが、直後に右手首を骨折して6月17日に60日間の故障者リスト入りすると、以降は全休した。
2023年は15試合に出場して打率.125、5打点、1盗塁を記録した。
2024年1月31日にDFAとなり、2月7日にウェイバー公示を経てシアトル・マリナーズへ移籍した。だが、2月17日に再びDFAとなり、19日にウェイバー公示を経てパイレーツへ出戻った。7月6日に放出された。

### ホワイトソックス傘下時代
2024年8月7日にシカゴ・ホワイトソックスとマイナー契約を結んだ。11月4日にFAとなった。

## 詳細情報

### 年度別打撃成績
| 年 度    | 球 団    | 試 合 | 打 席 | 打 数 | 得 点 | 安 打 | 二 塁 打 | 三 塁 打 | 本 塁 打 | 塁 打 | 打 点 | 盗 塁 | 盗 塁 死 | 犠 打 | 犠 飛 | 四 球 | 敬 遠 | 死 球 | 三 振 | 併 殺 打 | 打 率 | 出 塁 率 | 長 打 率 | O P S |
| -------- | -------- | ----- | ----- | ----- | ----- | ----- | -------- | -------- | -------- | ----- | ----- | ----- | -------- | ----- | ----- | ----- | ----- | ----- | ----- | -------- | ----- | -------- | -------- | ----- |
| 2022     | PIT      | 3     | 7     | 5     | 1     | 1     | 1        | 0        | 0        | 2     | 0     | 0     | 0        | 0     | 0     | 1     | 0     | 1     | 0     | 0        | .200  | .429     | .400     | .829  |
| 2023     | PIT      | 15    | 37    | 32    | 3     | 4     | 1        | 1        | 0        | 7     | 5     | 1     | 0        | 0     | 1     | 4     | 0     | 0     | 16    | 1        | .125  | .216     | .219     | .435  |
| MLB：2年 | MLB：2年 | 18    | 44    | 37    | 4     | 5     | 2        | 1        | 0        | 9     | 5     | 1     | 0        | 0     | 1     | 5     | 0     | 1     | 16    | 1        | .135  | .250     | .243     | .493  |

- 2023年度シーズン終了時

### 年度別守備成績
| 年 度 | 球 団 | 左翼（LF） | 左翼（LF） | 左翼（LF） | 左翼（LF） | 左翼（LF） | 左翼（LF） | 右翼（RF） | 右翼（RF） | 右翼（RF） | 右翼（RF） | 右翼（RF） | 右翼（RF） |
| 年 度 | 球 団 | 試 合      | 刺 殺      | 補 殺      | 失 策      | 併 殺      | 守 備 率   | 試 合      | 刺 殺      | 補 殺      | 失 策      | 併 殺      | 守 備 率   |
| ----- | ----- | ---------- | ---------- | ---------- | ---------- | ---------- | ---------- | ---------- | ---------- | ---------- | ---------- | ---------- | ---------- |
| 2022  | PIT   | 2          | 4          | 0          | 0          | 0          | 1.000      | -          | -          | -          | -          | -          | -          |
| 2023  | PIT   | 2          | 3          | 0          | 0          | 0          | 1.000      | 10         | 15         | 0          | 0          | 0          | 1.000      |
| MLB   | MLB   | 4          | 7          | 0          | 0          | 0          | 1.000      | 10         | 15         | 0          | 0          | 0          | 1.000      |

- 2023年度シーズン終了時

### 背番号
- 28（2022年 - 2023年）